# Bildinterpretation
Bildinterpretation oder Bilderdeutung ist eine in der Analytischen Psychologie entwickelte Methode zur Interpretation symbolischer Bilder.
Anwendungsbereiche sind imaginativ gemalte Bilder (visualisierte spontane Phantasien), auch aus dem Sandspiel, sowie dokumentierte Bilder aus Träumen und Visionen. Die Anwendbarkeit auf Kinderbilder ist eingeschränkt und bedarf der besonderen Berücksichtigung der Entwicklungspsychologie des Kindes. Bei der Bildinterpretation werden verschiedene Aspekte des Bildes wie z. B. Farben, Formen, Motive, Proportionen, Zahlen- oder Raumverhältnisse auf ihren symbolischen Gehalt hin untersucht.

## Entstehung
Wichtige Wegbereiter der Bildinterpretation als diagnostische Methode in der Psychologie und Psychiatrie waren L. Nagy, H. Bertschinger, H. M. Fay, W. Kürbitz und A. M. Hamilton. Ein erstes Standardwerk mit dem Nachweis, dass Bilder Seelisches ausdrücken, schuf der Psychiater und Kunsthistoriker Hans Prinzhorn 1922. Es folgten Walter Morgenthaler und R.A. Pfeifer; auch L. Paneth war hierfür Pionier.
Bei diesen Autoren dienten Bilder vorwiegend als diagnostisches Mittel bei psychischen Erkrankungen, bei Paneth begann ihr Einbezug in die Therapie. Auch der Psychiater Carl Gustav Jung interpretierte Bilder als Ausdrucksmittel für seelische Zustände und arbeitete damit wohl in seiner persönlichen Auseinandersetzung mit dem Unbewussten wie auch als therapeutisches Mittel und kulturwissenschaftlichem Forschungsgegenstand.
Einen ersten methodischen Ansatz zum Verständnis von „Bildern aus dem Unbewussten“ beschrieb 1969 Jolande Jacobi, eine Schülerin C. G. Jungs, anhand ihrer 20-jährigen Erfahrung mit spontan gemalten Bildern. Dieser Ansatz wurde vor allem von Ingrid Riedel in den 1980er Jahren und von Theodor Abt 2005 großteils bestätigt und systematischer ausgearbeitet. Ingrid Riedel vertiefte die Bedeutungsmöglichkeiten insbesondere von Farben und Formen. Theodor Abt machte auf die ambivalenten Deutungsmöglichkeiten von Symbolen aufmerksam, insbesondere der Zahlensymbolik, und entwickelte eine Methode, bei der die persönlichen, subjektiven Voraussetzungen des Interpreten durch den methodischen Einbezug verschiedener Bewusstseinsfunktionen umgangen werden sollen.

## Voraussetzungen
Die psychologische Bildinterpretation symbolischer Bilder setzt die Annahme der Existenz einer unbewussten Psyche voraus. In ihrer Eigenschaft als „Symbole“ oder „Symbol-Kombinationen“ seien Bilder Gefäße, d. h. Auffassungsmöglichkeiten für unbewusste Inhalte. Symbole sind in diesem Verständnis als Beziehungsbrücken zum Unbewussten grundsätzlich verschieden von Zeichen, die auf äußere Tatsachen hinweisen (z. B. Wanderwegmarkierung oder Mann/Frau-Zeichen für Toiletten), wie auch von Metaphern oder Allegorien, die auf Inhalte des Bewusstseins verweisen.

## Methodisches Vorgehen
Das grundlegende Problem jeder Bildinterpretation ist, dass der Mensch als Interpret  dazu neigt, die eigenen Vorurteile und Meinungen, Weltsichten und Persönlichkeitsstrukturen in einem zu interpretierenden Bild wiederzufinden. Um diese Projektionen zu vermeiden und als Hilfe zu einer möglichst umfassenden Wahrnehmung des Bildes, schlägt Abt eine systematische Berücksichtigung verschiedener Bewusstseinsfunktionen bei der Deutungsarbeit vor, wie auch die methodische Gegenüberstellung von „Hypothese“ und „Gegenhypothese“ bei der Bilderdeutung.

### Systematik des Vorgehens nach Abt
Der Wechsel zwischen den vier Bewusstseinsfunktionen Empfindung (= Wahrnehmung), Gefühl (= Wertung), Denken (= In-Beziehung-Setzen), Intuition (= Entwicklungen erkennen). Diese wurden von C.G. Jung in seiner Typenlehre charakterisiert und unterschieden, sowie die Bildung von Deutungshypothesen und Gegenhypothesen gestalten sich folgendermaßen:
1. Schritt
– erste Reaktion (introvertierter Zugang)
Zuerst registriert und dokumentiert man den ersten, unmittelbaren, spontanen Eindruck.
2. Schritt
– erste Betrachtung:
Es folgt die Bildbetrachtung und seiner bildnerischen, gestaltenden Mittel. Dabei sollte der in jedem Gestaltungsmittel oder Symbol liegenden gegensätzlichen Bedeutungsmöglichkeit Rechenschaft getragen werden:
1. mit der Empfindungsfunktion(„Was ist da?“),
2. mit der Gefühlsfunktion („Was ist wichtig?“, „Wo ist die Energie?“),
3. mit der Denkfunktion („Wie hängen die Dinge zusammen?“) und
4. mit der Intuition („Woher kommt das Bild? Welche Entwicklungstendenz zeigt es an?“)
5. Dies führt zur Aufstellung einer Hypothese und einer Gegenhypothese über die Bedeutung des Bildes.

3. Schritt
– Vertiefung / zweite Betrachtung:
Die Betrachtung des Bildes wird vertieft, indem man die Abfolge von Schritt II wiederholt. Dabei fallen in der Regel neue Gesichtspunkte auf, die zuvor nicht beachtet wurden. Die Beobachtungen stützen entweder die zuvor aufgestellte Hypothese oder die Gegenhypothese. Nach Abt verhelfe dieses Vorgehen zu einer Distanzierung von der eigenen „Lieblingshypothese“ und damit zur objektiveren Betrachtung des Bildes und seiner möglichen Aussagen.
4. Schritt
- Zusammenfassung:
Die Bildinterpretation wird systematisch durch die Beantwortung von 5 Fragen zusammengefasst:
1. „Woher kommt das Bild?“
2. „Wie ist die Beziehung zum weiblichen Prinzip?“
3. „Wie ist die Beziehung zum männlichen Prinzip?“
4. „In welche Richtung könnte die Entwicklung gehen?“
5. „Was ist die Quintessenz des Bildes für die weitere therapeutische Arbeit?“

### Analyse bildnerischer Mittel
Voraussetzend, dass das Bild einen unbekannten Inhalt repräsentiert, werden, ähnlich wie bei der Jung’sche Psychologie, alle nachvollziehbar zu dem jeweiligen Motiv gehörigen Assoziationen (d. h. die Einfälle der malenden Person) und Amplifikationen (d. h. archetypische Ebene des Motivs), die sowohl kulturell geprägt sein kann, aber auch kulturunabhängig wichtig sein kann, gesammelt. Indem die symbolische Bedeutung der verschiedenen Bildelemente solchermaßen zusammengestellt werden, weisen sie auf die Bedeutung des Bildes als Ganzes:
Zur Interpretation von Bildern aus dem Unbewussten werden in der Regel folgende Gesichtspunkte und Aspekte betrachtet:
- Material: Papier und Farbtyp, Rahmen, Bildformat
- Formale Aspekte: Organisation, Proportionen, Bewegung
- Raum: Qualitäten und Perspektive
- Farben
- Zahlen
- Motive

Die Symbolik eines einzelnen bildnerischen Mittels oder Motivs kann nicht eindeutig sein, denn Symbole sind immer mehrdeutig. Da in der Bildinterpretation aber immer verschiedene symbolische Elemente zusammenkommen, sammeln sich hierdurch mehrere bis viele Deutungsaspekte als Indizien, die in der Gesamtschau mehr für die eine oder andere Interpretation sprechen.

## Bildinterpretation in Kunst und Religion
Auch Darstellungen der Bildenden Kunst gründen oft im Unbewussten, aus dem heraus der künstlerisch tätige Mensch die Inspirationen für ein Bild erhält. Insofern stammen sie „aus den strukturell gleichen Schichten wie imaginative Bilder, die ohne künstlerischen Anspruch und meist mit geringerer Kunstfertigkeit entstehen.“ Beide Bildarten stellen „expressive Ausdrucksformen der menschlichen Psyche“ dar, die sich „überall in verwandten Strukturmustern und Symbolen äußert, […] da sie ihr archetypisch eingeprägt sind“. Daher können Kunstwerke nach denselben Gesichtspunkten interpretiert werden wie spontan gestaltete Bilder aus therapeutischem oder alltäglichen Kontext. Aufgrund ihrer auf Inhalte des Unbewussten bezogenen Symbolik könnten Kunstwerke in der Bildbetrachtung eine klärende und ganzmachende Funktion erfüllen, ähnlich dem eigenständigen imaginativen Malen und Gestalten des Laien – wohingegen der „Ausdrucks- und Wirkungswert“ vor allem beim Gestalter liege, dessen Können hier eher Nebensache sei. Bei Kunstwerken hingegen sei der unbewusste Inhalt Anlass zu einer gekonnten, künstlerischen Gestaltungstätigkeit, habe überpersönlicheren Wert und spreche eine größere Menschengruppe an.